# Blue Stilton

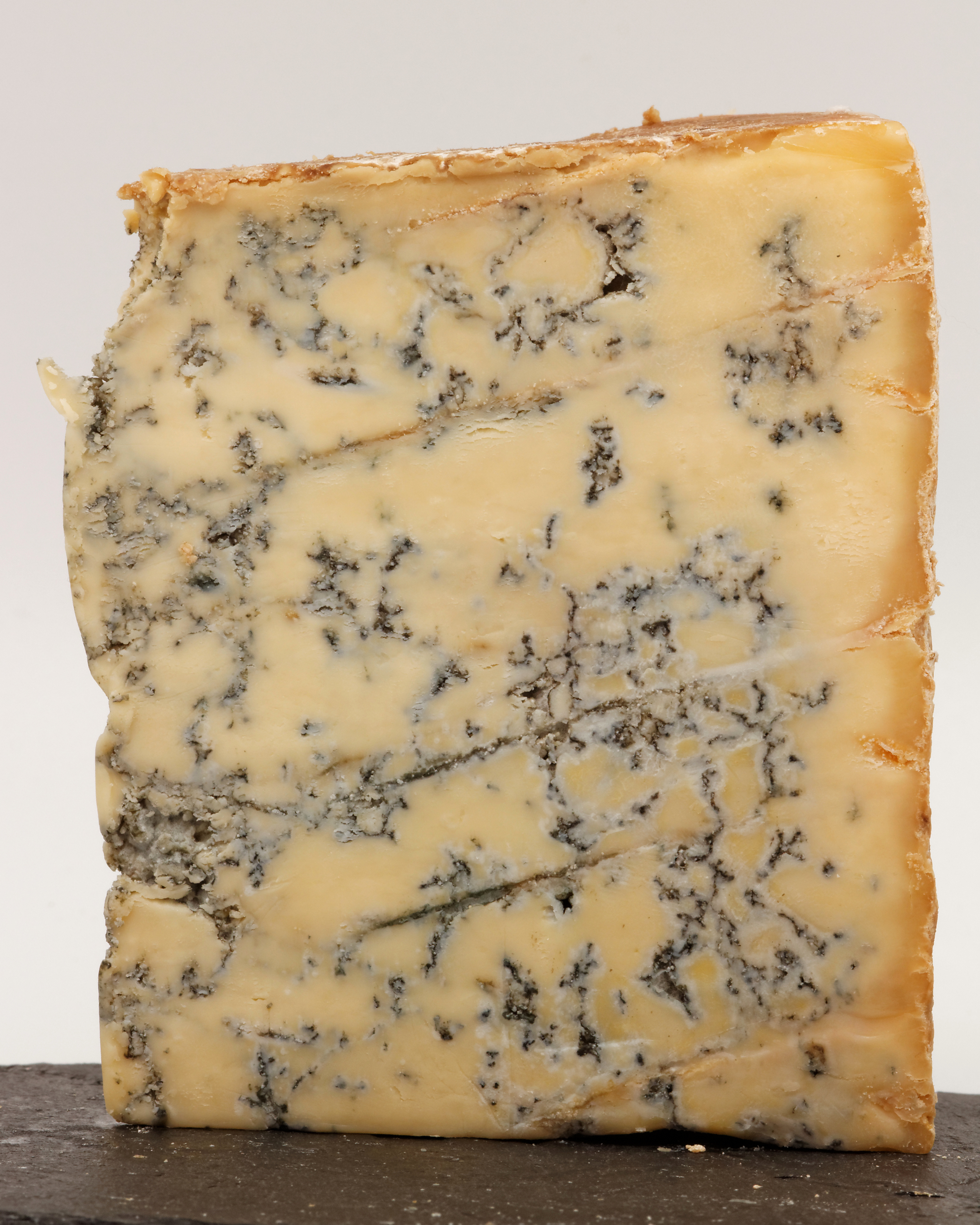
Blue Stilton

Blue Stilton oder einfach Stilton ist ein englischer Blauschimmelkäse aus pasteurisierter Kuhmilch mit mindestens 48–55 % Fett in der Trockenmasse.

## Geschichte
Der Stilton wird in England als König der Käse angesehen und hat eine lange Tradition. Benannt ist er nach der Ortschaft Stilton in der mittelenglischen Grafschaft Cambridgeshire an der Postkutschenlinie Great North Road. Dort führte im 18. Jahrhundert Cooper Thornhill das Gasthaus Bell Inn. Im Jahre 1730 entdeckte Thornhill beim Besuch eines kleinen Bauernhofes bei Melton Mowbray in der Grafschaft Leicestershire einen sehr speziellen Blauschimmelkäse, der ihm so zusagte, dass er mit der Bäuerin Frances Pawlett einen Vertrag abschloss, der dem Bell Inn die Vermarktungsrechte des nachfolgend Blue Stilton genannten Käses exklusiv sicherte. Schon kurze Zeit später wurden über das Inn ganze Wagenladungen des Käses vertrieben, denn die Haupthandelsroute zwischen London und dem Norden Englands verlief über Stilton, so dass Thornhill den Käse optimal bewerben und verkaufen konnte und sich der besondere Ruf des Stilton sehr schnell im ganzen Land verbreitete.
Heute wird der Stilton von sechs Molkereien gekäst, die in den Grafschaften Leicestershire, Derbyshire und Nottinghamshire angesiedelt sind. Stilton ist als Warenzeichen der Stilton Cheesemakers' Association (SCMA) geschützt, der fünf der Produzenten angehören, außerdem sind seit 1996 im gesamten EU-Rechtsraum Blue Stilton cheese und White Stilton cheese geschützte Ursprungsbezeichnungen (PDO). Inzwischen ist auch der kleinste Hersteller von Rohmilch auf pasteurisierte Milch umgestiegen.
Insgesamt werden heute jährlich über eine Million Laibe Stilton hergestellt, von denen etwa ein Zehntel in rund 40 Länder weltweit exportiert werden.

## Herstellung
Um einen 8 kg schweren Stilton-Käse herzustellen, braucht man 78 Liter Milch. Das dabei angewendete Verfahren ähnelt dem beim Cheddar üblichen: zunächst wird die Milch unter Verwendung einer Starterkultur und anschließender Zugabe von Lab dickgelegt. Sobald sich die Gallerte gesetzt hat, wird sie mit einer Käseharfe in lange Bänder oder Würfel zerteilt. Nachdem der Bruch eine Zeit lang geruht hat, werden – anders als beim Cheddar – Blauschimmelkulturen (Penicillium roqueforti) hinzugefügt. Dann wird der Bruch in große Abtropfbecken gefüllt, wo er für 24 Stunden verbleibt, bis er zunächst in Blöcke zerteilt und anschließend von Hand auf Apfelgröße zerkleinert wird. Sobald die Molke abgetropft ist, wird der Bruch geschnitzelt und gesalzen, wobei das Salz möglichst gleichmäßig verteilt werden muss. Anschließend wird der Bruch in runde Formen gefüllt und mehrmals gewendet, bis er sich aus der Form löst. Nun kann er zur Reifung in das Käselager gebracht werden, wo er während der etwa dreimonatigen Reifezeit zwei- bis dreimal pikiert, also mit langen Edelstahlnadeln durchstochen wird, damit Sauerstoff ins Innere gelangt und das Schimmelwachstum anregt. In dieser Zeit beginnt sich die charakteristische braune Rinde zu formen. Die großen zylindrischen Laibe werden vor dem Verkauf durch Probebohrungen sortiert und klassifiziert, nur einwandfreie Ware darf als Blue Stilton gehandelt werden, der Rest gelangt als Blue Cheese in den Handel.

## Eigenschaften

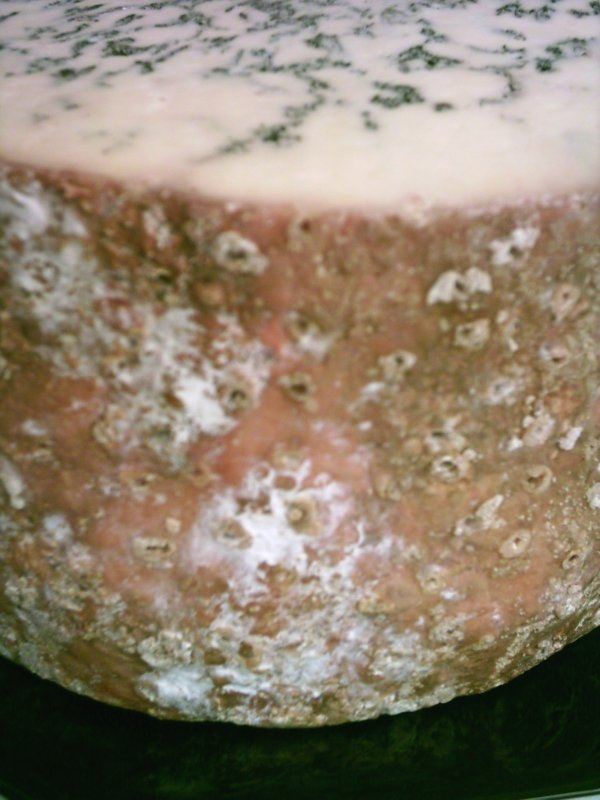
Blue Stilton, in der Rinde sind sehr gut die Einstichlöcher der Pikiernadeln zu erkennen

Der Stilton hat eine dicke, runzelig-faltige, etwas schuppige Rinde von graubrauner Farbe mit Anflügen von weißem Schimmel. Der Teig ist bei jungem Stilton hell elfenbeinfarben mit dezenter blauer Marmorierung und noch recht bröckelig, im Alter wird er weicher und dunkelt nach, wobei sich auch das Pilzgeflecht von der Mitte zum Rand hin immer mehr ausprägt und sich leuchtend blaugrün färbt. Der Käse hat ein ausgeprägt nussiges Aroma und schmeckt mild und rein, fruchtig und würzig, mit zunehmender Reife immer pikanter. Er ist ein typischer Saisonkäse, der beste Stilton wird im Sommer produziert und gelangt im Spätherbst und in den Wintermonaten in den Verkauf. Manchmal wird er in zu frischem Zustand verkauft und ist dann hart, weiß, kalkartig und schmeckt leicht säuerlich. Ist der Teig dagegen mit brauner Schmiere überzogen, deutet das auf Überalterung hin.

## Varianten
- White Stilton ist eine eher seltene Version des jungen, kurz gereiften Käses noch ohne Schimmelwachstum.
- Flavoured Stilton bezeichnet eine Reihe von Kompositionen, bei denen Stilton mit anderen Käsen wie Cheddar und würzenden Zutaten zu einer Torte geschichtet wird. Meist dient dies zur Resteverwertung für minderwertigen Stilton.
- Jumbunna ist ein australischer Blaukäse nach Art des Stilton.

## Verwendung
Der Käse ergibt mit Brot und Mixed Pickles eine kleine Mahlzeit. In seiner Heimat wird er gerne mit Bleichsellerie gereicht. Auch als Zutat in Salaten oder als Bestandteil einer Füllung für gebackene Kartoffeln oder Pilze macht er sich gut. Er schmilzt gut in Suppen, in England wird er beispielsweise zusammen mit Rahm an Selleriesuppen gegeben. Genauso eignet er sich für Saucen, außerdem ergibt er zusammen mit Butter, Brandy und etwas Muskat eine Würzpaste für gegrillte Steaks und Koteletts. Schließlich ist er auch ein Dessertkäse, der in England traditionell mit Portwein gereicht oder sogar übergossen wird, dazu wird in eine kleine Vertiefung im Käselaib etwas Portwein gegossen und mit einem Löffel eine cremige Stilton-Portwein-Paste herausgearbeitet, die mit Crackern gegessen wird. Sehr gut schmeckt der Stilton auch zu einem rauchigen Whisky.